# Elmar Kornexl
Elmar Kornexl (* 21. September 1941 in Feldkirch) ist ein österreichischer Sportwissenschaftler und Hochschullehrer.

## Leben
Kornexl ging in seiner Geburtsstadt Feldkirch zur Schule und war ab 1959 an der Universität Innsbruck Lehramtsstudent der Klassischen Philologie, Leibeserziehung und Pädagogik. Seit 1959 ist er Mitglied der katholischen Studentenverbindung AV Raeto-Bavaria Innsbruck. 1964 erlangte er seinen Abschluss und war hernach am Turninstitut der Universität Innsbruck drei Jahre lang als Lehrkraft tätig. 1968 wurde an derselben Hochschule seine Doktorarbeit (Titel: „Der Begriff und die ethische Beurteilung der körperlichen Gesundheit in der griechischen Literatur von ihren Anfängen bis zum Hellenismus“) angenommen. Seine Habilitation (Titel der Schrift: „Das sportmotorische Eigenschaftsniveau des alpinen Schirennläufers: eine empirische Studie zur Verbesserung von Trainingsplanung, Trainingskontrolle und Leistungsprognose im alpinen Rennlauf“) schloss Kornexl im Jahr 1977 ab.
Im Juli 1981 wurde er am Institut für Sportwissenschaften der Universität Innsbruck zum außerordentlichen Universitätsprofessor für Sportpädagogik ernannt, ab Februar 1986 war er an derselben Hochschule ordentlicher Professor für Sportpädagogik und Sportgeschichte. Zwischen 1989 und 1993 sowie zwischen 1995 und 2004 war Kornexl Dekan der Geisteswissenschaftlichen Fakultät der Universität Innsbruck. Kornexl leitete das Institut für Sportwissenschaft der Universität Innsbruck im Zeitraum 1991 bis 1999 sowie abermals beginnend mit dem 1. Januar 2005. Ende September 2009 schied Kornexl aus dem Hochschuldienst.
Zu seinen Forschungsschwerpunkten zählten insbesondere die Themenbereiche Sportmotorische Tests und Leistungsdiagnose, Sportanlagen, Querfeldein-Radsport, Leistungsentwicklung im Skirennsport, Sportvereine und Berufsschulsport.
In der Zeit 1983 bis 1985 gehörte er einem vom Bundesministerium für Unterricht, Kunst und Sport berufenen Ausschuss an, der die Lehrpläne im Unterrichtsfach Leibesübungen überarbeitete. In Folge der Gründung der Österreichischen Sportwissenschaftlichen Gesellschaft (ÖSG) im März 1985 gehörte Kornexl dem ersten Vorstand bis 1987 als Vizepräsident an, anschließend hatte er von 1987 bis 1989 das Amt des ÖSG-Vorsitzenden inne. Zwischen 1989 und 1991 war er erneut Vizepräsident.